# San Antonio de los Baños
San Antonio de los Baños és un municipi i ciutat de la província d'Artemisa, Cuba. Està localitzat 26 km de la ciutat de l'Havana i el riu Ariguanabo passa a través d'ell. La ciutat va ser fundada el 1802.
Hi ha 39 escoles en la ciutat, emprant més de 600 mestres, que inclouen una acadèmia d'arts plàstiques, una escola de formació de mestres d'art, i l'Escuela Internacional de Cine y Televisión, establerta el 1986. La biblioteca de la ciutat va ser fundada el 1975 i té una col·lecció de més de 32.000 llibres. Hi ha també el Museu Municipal San Antonio de los Baños.
L'aeròdrom San Antonio de los Baños, a prop la ciutat, va ser construït durant la Segona Guerra Mundial pels Estats Units, i va tenir importància durant la Crisi dels míssils de Cuba.
El municipi està dividit en els barris de: Este Urbano, Centro urbano i Oeste urbano així com La Ceiba, Encrucijada, Mi Rancho, San Paul, Govea, Pueblo Textil i La Base.
El 2004, el municipi de San Antonio de los Baños tenia 46.300. Amb una àrea total tenia una densitat de població de 364.6/km².